# Jadar (Lagerstätte)
Jadar ist eine Mineral-Lagerstätte mit Lithium und Bor im Westen Serbiens im Talraum des gleichnamigen Flusses Jadar. Jadar gilt als die weltweit größte Lithium-Borat-Lagerstätte. Für die Förderung von Lithiumkarbonat, Natriumsulfat und Boraten in einem Untertagebau erteilte die serbische Regierung der Bergbaufirma Rio Tinto eine Abbau-Lizenz, die sie 2022 widerrief, nachdem es wegen befürchteter negativer Auswirkungen auf das Grundwasser und die Wasserversorgung zu Massenprotesten gekommen war und die Parlaments- und Präsidentschaftswahlen bevorstanden. Im Juli 2024 hob das Verfassungsgericht diese Entscheidung wieder auf. Im selben Monat unterschrieben der deutsche Bundeskanzler und der EU-Kommissar für den Green Deal zusammen mit dem serbischen Präsidenten eine Absichtserklärung zum Lithium-Abbau.
2004 hatten Geologen von Rio Tinto hier ein neues Mineral entdeckt und das Natrium-Lithium-Bor-Silikat-Hydroxid Jadarit getauft. Die erhöhten Mineralvorkommen sind an lakustrine Sedimente aus dem Miozän der Vardar Zone gebunden und entstanden durch Evaporation aus flachen Gewässern.  Die Vardar Zone ist ein großräumiges Sedimentationsbecken aus der Zeit der Entstehung des Gebirgszuges der Dinariden, in dem sich mehrere Borat-Lagerstätten bildeten.